# Bacanius humicola
Bacanius humicola är en skalbaggsart som beskrevs av Sylvain Auguste de Marseul 1856. Bacanius humicola ingår i släktet Bacanius och familjen stumpbaggar. Inga underarter finns listade i Catalogue of Life.